# Nicolás Freire
Nicolás Freire, vollständiger Name Nicolás Omar Freire, (* 18. Februar 1994 in Santa Lucía (Corrientes)) ist ein argentinischer Fußballspieler. Er wird auf der Position eines Innenverteidigers eingesetzt, alternativ spielt er als linker Verteidiger. Sein spielstarker Fuß ist der linke.

## Karriere
Nicolás Freire stammt unter anderem aus dem Nachwuchsbereich des Argentinos Juniors. Hier schaffte er 2013 den Sprung in den Profikader. Sein erstes Spiel in der Primera División (Argentinien) bestritt Freire am 17. März 2013. Im Auswärtsspiel gegen Boca Juniors stand er in der Startelf. Erst ein Jahr später in der Saison 2013/14 konnte Freire sein erstes Ligator erzielen. Im Auswärtsspiel gegen Rosario Central, am 17. Mai 2014 erzielte er in 87. Minute den Anschlusstreffer zum 3:2-Endstand.
Im August 2017 wechselte Freire in die Niederlande. Der PEC Zwolle bediente sich dabei eines Geschäftsmodells auf Leihbasis. Freire wurde offiziell vom Zweitligisten CA Torque aus Uruguay verpflichtet. Diese verliehen Freire umgehend an PEC für zwei Jahre. Sein Debüt in der Eredivisie gab Freire in der Saison 2017/18 am sechsten Spieltag. Auswärts ging es gegen den VVV-Venlo. In dem Spiel stand Freire in der Startelf. In der Spielzeit schlossen sich noch 17 weitere Ligaspiele und drei im KNVB-Pokal an. Dabei gelang ihm ein Tor in der Liga im Spiel gegen den SC Heerenveen. Am 25. November, dem 13. Spieltag, reiste PEC zum Auswärtsspiel an. In der Partie traf Freire in der 43. Minute zum 1:1-Ausgleich (Endstand 1:2 für PEC).
Am Ende der Saison verließ Freire PEC wieder. Er wurde wieder ausgeliehen. Freire kam nach Brasilien zur SE Palmeiras. Der Kontrakt erhielt eine Laufzeit über ein Jahr. In der Série A 2018, in der Palmeiras seinen zehnten Meistertitel in der Série A gewinnen sollte, war Freire nur 15 Mal Reservespieler, kam aber zu keinen Einsätzen. Am Ende der Saison wurde auch dieser Kontrakt vorzeitig beendet.
Seine nächste Station wurde der LDU Quito. Der Klub lieh in für ein halbes Jahr aus. Sein erstes Spiel für Quito bestritt Freire im Ligabetrieb. Am 9. Februar 2019, dem ersten Spieltag der Saison 2019, traf Quito zuhause auf den CD Olmedo. In dem Spiel stand er in der Anfangsformation und erzielte in der 90. Minute das Tor zum 3:1-Endstand. Am Ende der Leihe hatte er für Quito sieben Spiele in der Meisterschaft (zwei Tore), sechs in der Copa Libertadores 2019 (ein Tor) und eines im Pokal (kein Tor).
Für Freire ging die Reise weiter nach Mexiko. Er wechselte fest zu UNAM Pumas, bei welchen er einen Kontrakt über drei Jahre unterzeichnete. Mit dem Klub trat er in der obersten Liga Mexikos an. Hier bestritt er auch sein erstes Pflichtspiel für Pumas am 28. Juli 2019. Das Heimspiel gegen Club Necaxa bestritt Freire in der Startelf. In der achten Runde des Copa México 2019 schoss er das erste Tor für die Pumas. Im Spiel bei Atlético San Luis erzielte er in der 53. Minute den Treffer zum 4:0-Endstand. Auch in der Liga gelang Freire 2019 noch ein Tor. Am 29. Oktober im Heimspiel gegen Atlas Guadalajara traf er in der 79. Minute zum 3:1-Führung (Endstand-5:1).
Im Juli 2023 wurde er von den Mexikanern nach Griechenland an Olympiakos Piräus ausgeliehen. Bereits nach einem halben Jahr verließ Freire den Klub wieder. Er ging zun Inter Miami, erneut auf Basis eines Leihgeschäftes. Der Kontrakt erhielt eine Laufzeit über ein Jahr. Zur Saison 2025 ging Freire zurück in seine Heimat. Hier unterzeichnete er beim CA Independiente einen Vertrag auf Leihbasis mit einer Kaufoption.

## Erfolge
Palmeiras
- Campeonato Brasileiro de Futebol: 2018